# Chevigney

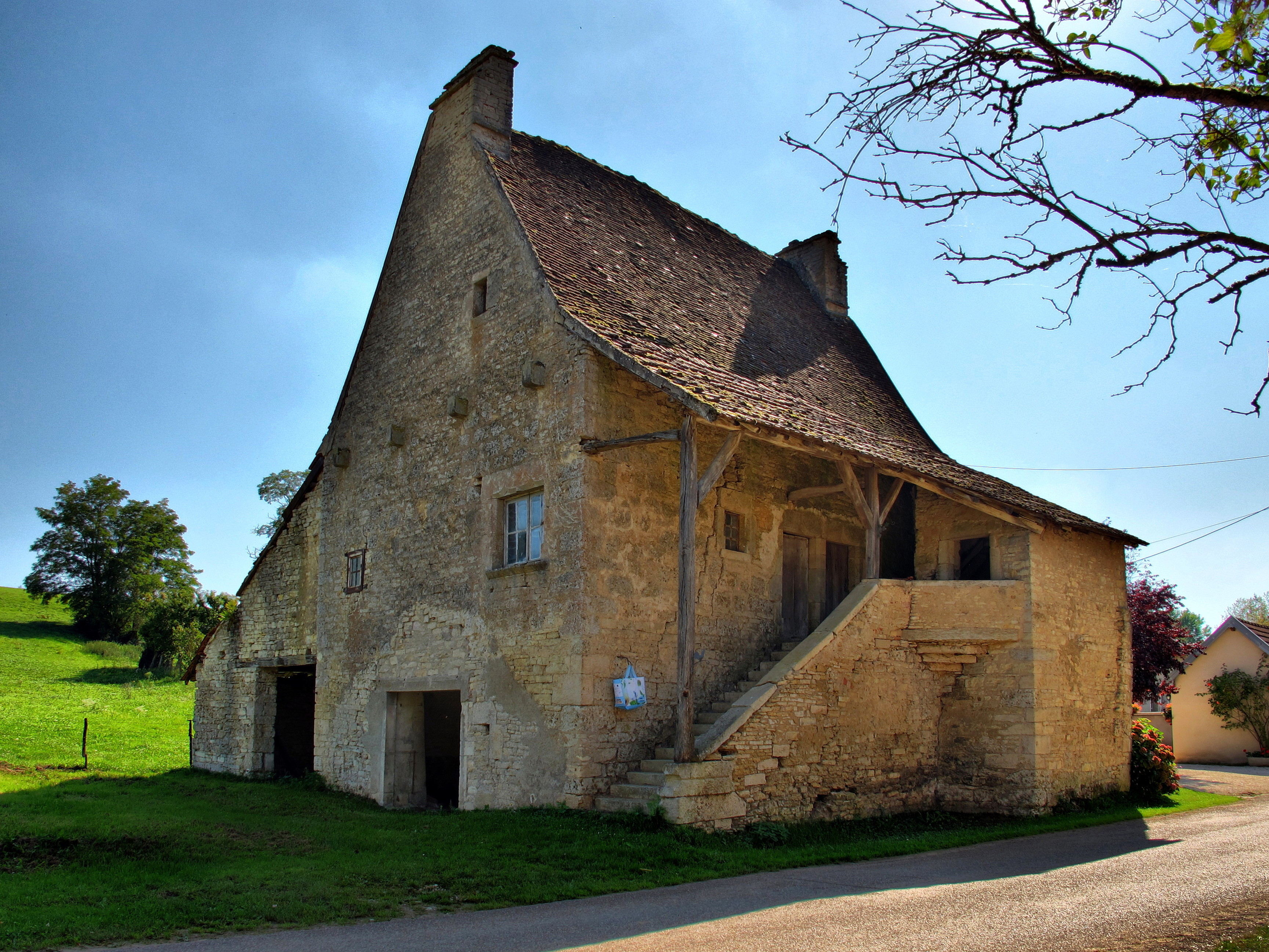
Chevigney, denkmalgeschütztes Winzerhaus (2014)

Chevigney ist eine Gemeinde im französischen Département Haute-Saône in der Region Bourgogne-Franche-Comté.

## Geographie
Chevigney liegt auf einer Höhe von 212 m über dem Meeresspiegel, sieben Kilometer nördlich von Pesmes und etwa 35 Kilometer westnordwestlich der Stadt Besançon (Luftlinie). Das Dorf erstreckt sich im Süden des Départements, östlich der Saôneebene am Ruisseau de Sainte-Cécile, am Nordrand des Gros Bois.
Die Fläche des 5,17 km² großen Gemeindegebiets umfasst einen Abschnitt der leicht gewellten Landschaft zwischen den Talebenen von Ognon im Süden und Saône im Norden. Von Südosten nach Nordwesten wird das Gebiet von der Talniederung des Ruisseau de Sainte-Cécile durchquert, der für die Entwässerung über die Résie zum Ognon sorgt. Flankiert wird die Talniederung auf beiden Seiten von einem Plateau, das durchschnittlich auf 220 m liegt. Es ist aus tertiären Sedimenten aufgebaut und wird teils landwirtschaftlich genutzt, teils ist es waldbedeckt. Im Osten reicht das Gemeindeareal bis in den Bois de la Fresse, im Südwesten in das ausgedehnte Waldgebiet des Gros Bois. Mit 241 m wird hier die höchste Erhebung von Chevigney erreicht. Ganz im Norden hat Chevigney einen kleinen Anteil am Tal der Résie.
Nachbargemeinden von Chevigney sind Vadans im Norden, Valay im Osten, Pesmes und Sauvigney-lès-Pesmes im Süden sowie Broye-Aubigney-Montseugny und La Grande-Résie im Westen.

## Geschichte
Das Gemeindegebiet von Chevigney war schon sehr früh besiedelt. Die ersten Zeugnisse der Anwesenheit des Menschen stammen aus dem Paläolithikum. Zur gallorömischen Zeit befand sich hier ein Siedlungsplatz, und aus der Merowingerzeit wurde ein Gräberfeld entdeckt. Im Mittelalter gehörte Chevigney zur Freigrafschaft Burgund und darin zum Gebiet des Bailliage d’Amont. Bereits im Jahr 1131 ist die Dorfkirche erwähnt, die dem Kloster Saint-Paul von Besançon unterstellt war. Das Lehen Chevigney gehörte im 13. und 14. Jahrhundert den Herren von Apremont. Zusammen mit der Franche-Comté gelangte das Dorf mit dem Frieden von Nimwegen 1678 definitiv an Frankreich. Heute ist Chevigney Mitglied des 18 Ortschaften umfassenden Gemeindeverbandes Communauté de communes du Val de Pesmes.

## Sehenswürdigkeiten
Die Dorfkirche von Chevigney wurde im 18. Jahrhundert weitgehend neu erbaut. Sie beherbergt eine Marienstatue aus dem 15. Jahrhundert. Zu den weiteren Sehenswürdigkeiten zählen ein Herrschaftssitz aus dem 18. Jahrhundert, das Lavoir sowie verschiedene Häuser aus dem 17. bis 19. Jahrhundert, welche den traditionellen Stil der Franche-Comté zeigen.

## Bevölkerung
| Jahr                       | 1962 | 1968 | 1975 | 1982 | 1990 | 1999 |
| Einwohner                  | 72   | 63   | 53   | 39   | 39   | 39   |
| Quellen: Cassini und INSEE |      |      |      |      |      |      |

Mit 37 Einwohnern (1. Januar 2022) gehört Chevigney zu den kleinsten Gemeinden des Département Haute-Saône. Nachdem die Einwohnerzahl in der ersten Hälfte des 20. Jahrhunderts deutlich abgenommen hatte (1881 wurden noch 159 Personen gezählt), wurden seit Beginn der 1980er Jahre nur noch geringe Schwankungen verzeichnet.

## Wirtschaft und Infrastruktur
Chevigney war bis weit ins 20. Jahrhundert hinein ein vorwiegend durch die Landwirtschaft (Ackerbau, Obstbau und Viehzucht) und die Forstwirtschaft geprägtes Dorf. Außerhalb des primären Sektors gibt es nur wenige Arbeitsplätze im Dorf. Einige Erwerbstätige sind auch Wegpendler, die in den größeren Ortschaften der Umgebung ihrer Arbeit nachgehen.
Der Ort liegt abseits der größeren Durchgangsachsen an einer Departementsstraße, die von Chaumercenne nach Vadans führt. Weitere Straßenverbindungen bestehen mit Valay und La Grande-Résie.